# Massakern i Podujeva
Massakern i Podujeva kallas den serbiska massakern i Podujeva på 14 kosovoalbanska civila, uteslutande kvinnor och barn, under Kosovokriget i mars 1999. Endast en överlevde händelsen, en flicka som då var 13 år. Flicka som överlevde fick stor mediauppmärksamhet och lyckades med hjälp av mänskliga rättighetsorganisationer fängsla två serbiska soldater som deltog i avrättningen.